# Deuxième partie de soirée
La deuxième partie de soirée est, à la télévision ou à la radio, la tranche horaire généralement comprise entre 23 h et minuit, succédant ainsi à la première partie de soirée (« prime-time »).

## Intérêt
Cette tranche horaire peut avoir plusieurs but en télévision, néanmoins elle est principalement utilisée pour la nostalgie. Les chaînes de télévision l'utilisent généralement dans la rediffusion de séries et d'émissions ayant été arrêtés. Elle peut aussi être utilisée pour rediffuser des séries en continu ou bien dans la continuité d'une émission en première partie de soirée c'est-à-dire faire continuer la diffusion d'une série diffusée en prime time.  